# Bartha Károly (újságíró)
Bartha Károly (Brassó, 1878. október 31. – Brassó, 1959. augusztus 29.) magyar újságíró, politikus. 1919-ben a brassói munkástanács elnöke volt. A brassói Előre c. szocialista napilap (1920), majd 1922-23-ban a Famunkás című szakszervezeti közlöny felelős szerkesztője.